# Huragan Audrey
Huragan Audrey – pierwszy huragan w porze huraganów atlantyckich w 1957 roku. W jego wyniku śmierć poniosło 416 osób. Ze względu na znaczne straty materialne oraz straty w ludziach, jakie wywołał Audrey, nazwa ta została wycofana z ponownego użycia w nazewnictwie cyklonów tropikalnych nad Atlantykiem.

## Historia huraganu
Audrey uformował się 25 czerwca 1957 roku nad Zatoką Meksykańską. W kolejnych dniach huragan dotarł do wybrzeży stanu Teksas, a następnie przesunął się na wschód w kierunku Luizjany.
W momencie dotarcia huraganu do Teksasu, prędkość wiatru wynosiła 121 km/h, natomiast w momencie dotarcia do Luizjany – 169 km/h. Następnie Audrey spustoszył tereny północno-wschodnich stanów USA, by w ostatnich dniach czerwca wkroczyć na teren Kanady.

## Bilans ofiar i strat
Huragan Audrey spowodował na terenie Stanów Zjednoczonych śmierć ponad 400 osób, z czego tylko w stanie Luizjana śmierć poniosło ponad 300 osób. Straty materialne oszacowano na 147 milionów dolarów (w przeliczniku na rok 2010 – ok. 1 miliard dolarów). Audrey był najtragiczniejszym w powojennej historii Stanów Zjednoczonych huraganem, do roku 2005, gdy huragan Katrina spowodował śmierć blisko 1800 osób.

### Ofiary huraganu
| Kraj              | Ofiary śmiertelne |
| ----------------- | ----------------- |
| Stany Zjednoczone | 401               |
| Kanada            | 15                |
| Razem:            | 416               |